# 巴里·戴维斯
巴里·戴维斯（英語：Barry Davis，1961年9月17日—），美国男子摔跤运动员。他曾代表美国参加1984年和1988年夏季奥林匹克运动会摔跤比赛，其中1984年夏季奥运会获得一枚银牌。